# Kvarteret Trappan

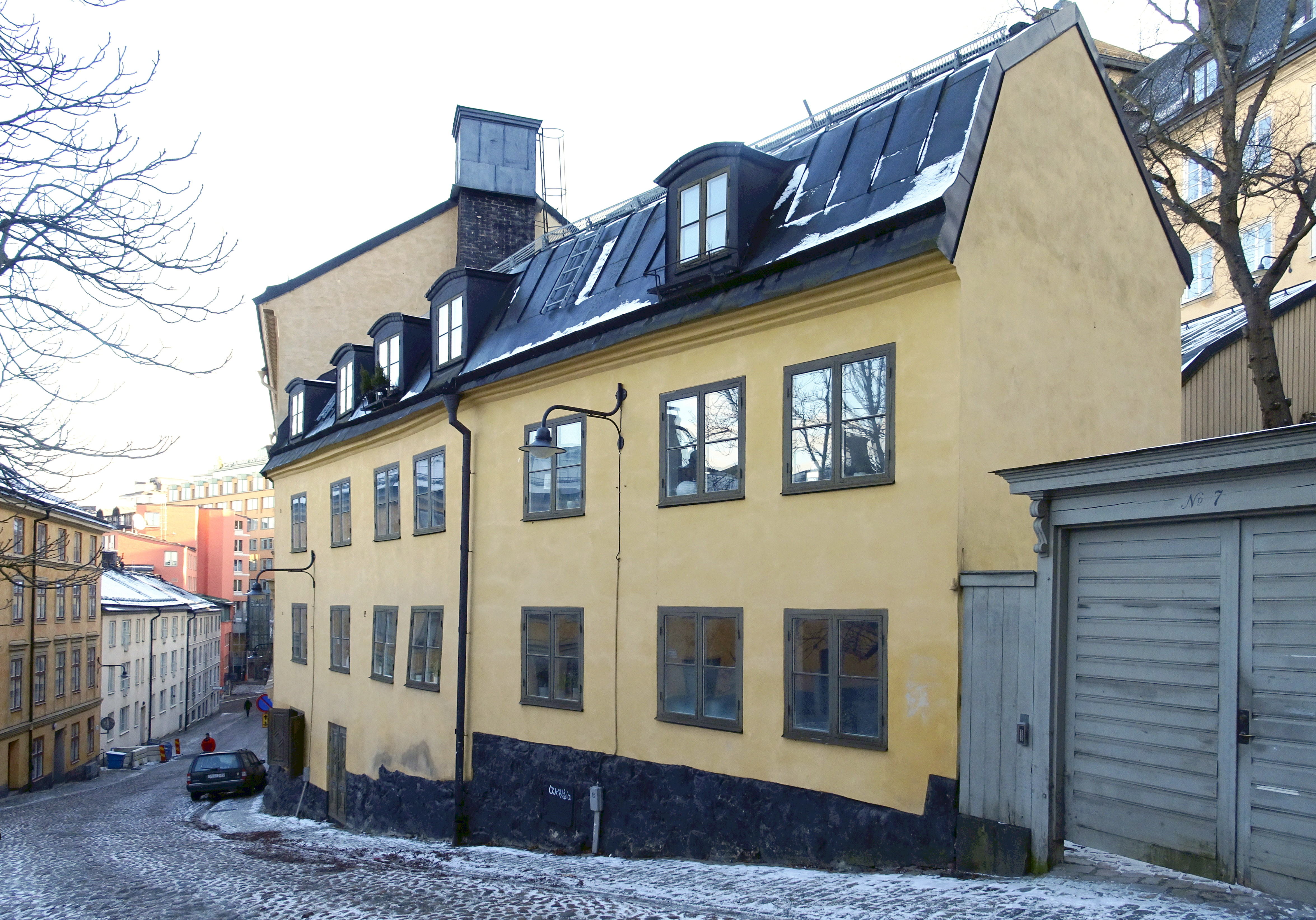
Bastugatan 7–5, 2018.

Kvarteret Trappan ligger inom kulturreservatet Mariaberget östra på Södermalm i Stockholm. Samtliga hus i kvarteret är blåklassade av Stadsmuseet i Stockholm, vilket innebär att de representerar "synnerligen höga kulturhistoriska värden". Kvarteret Trappans byggnader ägs och förvaltas av kommunägda AB Stadsholmen.

## Kvarteret

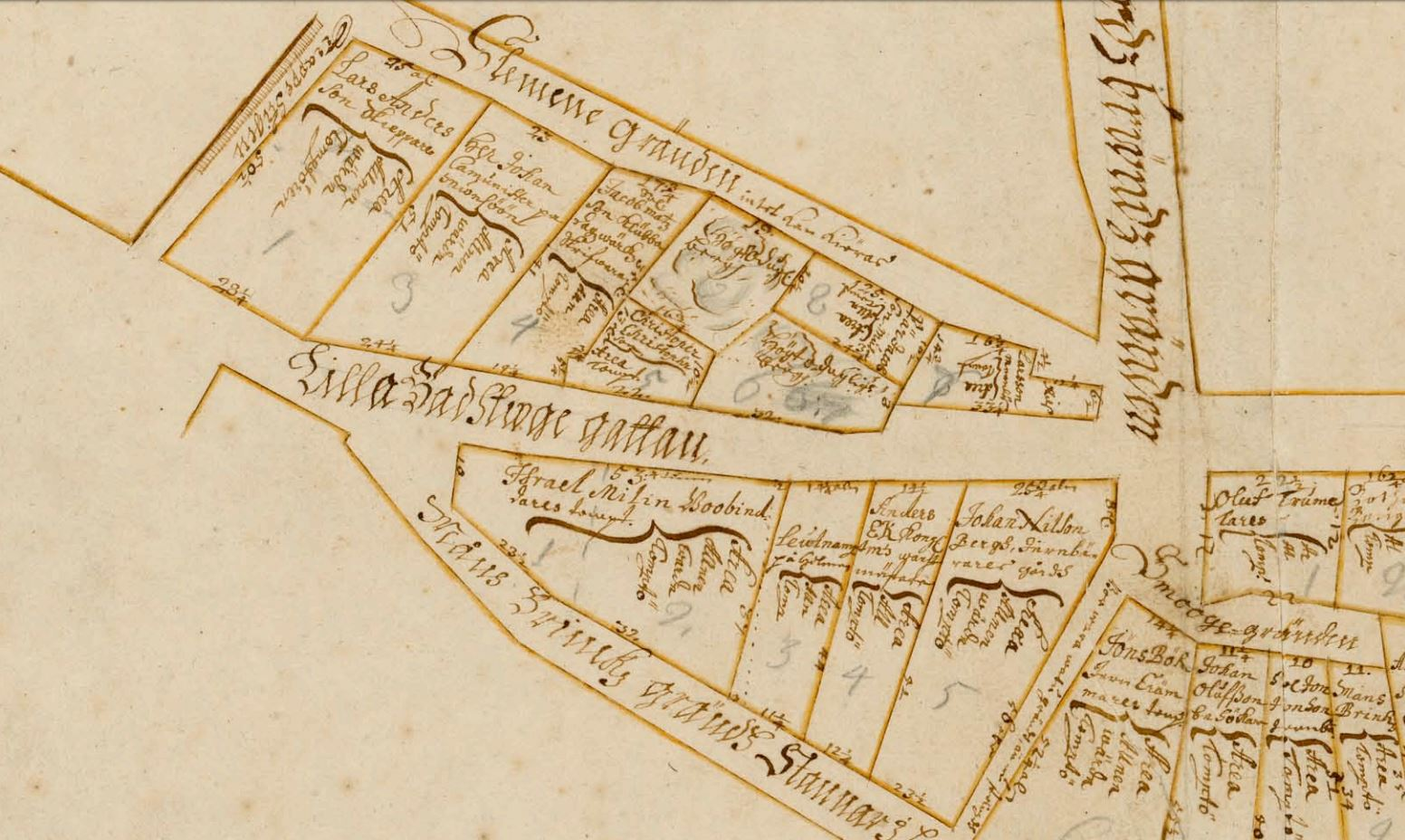
Kvarteret Trappan och därunder Tofflan i Holms tomtbok 1679 (norr är nedåt).

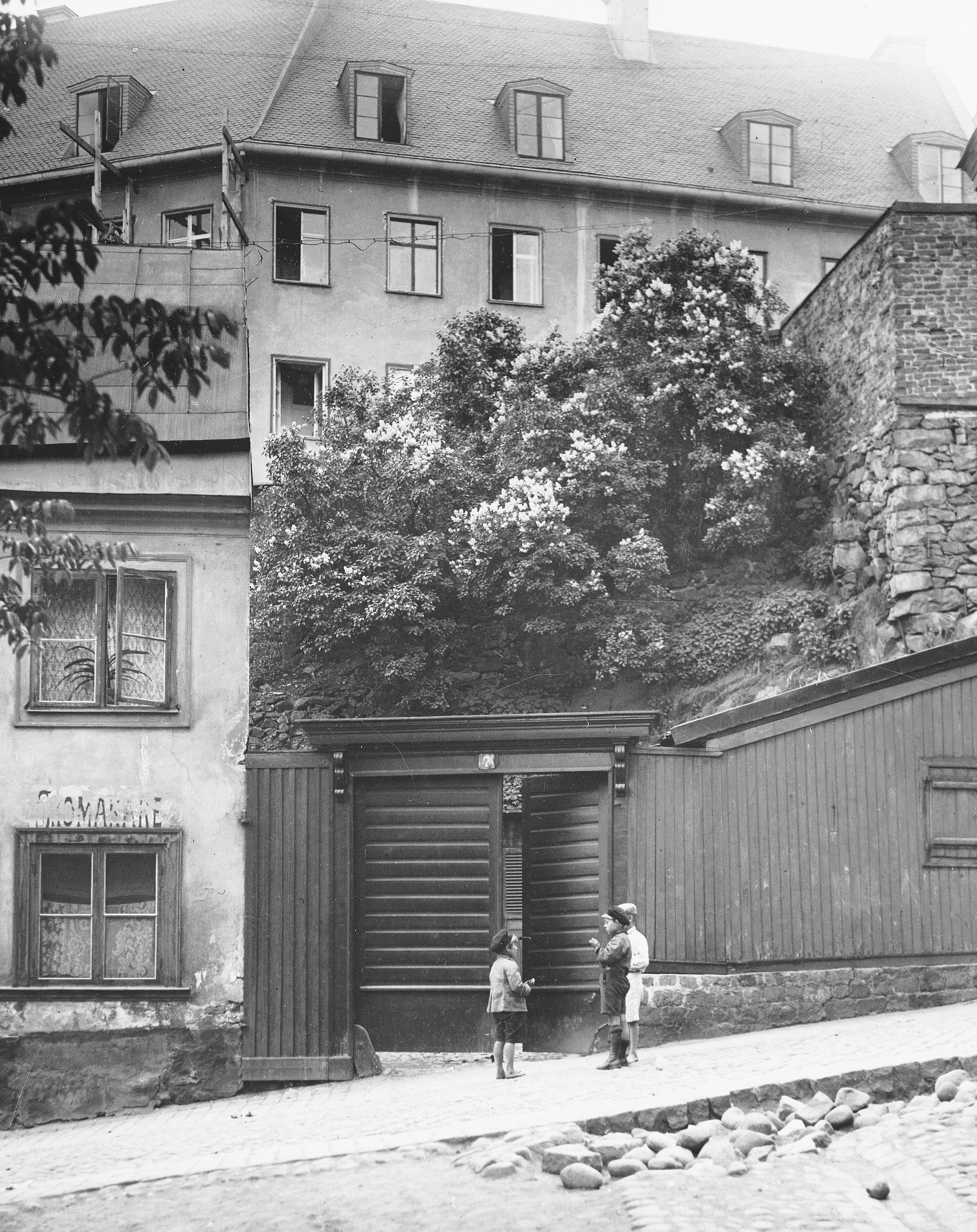
Bastugatan 7 på 1910- eller 1920-talet.

Från och med 1657 möter man detta kvartersnamn i Stockholms tomtböcker. Kvarteret Trappan begränsas i norr av Bastugatan, i öster av Maria trappgränd, i söder av Tavastgatan och i väster ursprungligen av Bellmansgatan. I samband med en fastighetsbildningsförrättning år 2006 blev kvarterets västra del omdöpt till Lilla Pryssan som har sitt namn efter väderkvarnen Lilla Pryssan. 
Idag består Trappen av en enda fastighet, Trappan 5. Kvarteret omges av brant sluttande gator, gränder och trappor som gav upphov till namnet. Hela miljön förmedlar en bra bild av Stockholms historiska bebyggelse med gator och smala gränder. På 1960-talet var husen rivningshotade men under 1970-talet lät Stockholms stad genomföra en varsam upprustning (se även Söder 67).

## Bebyggelsen
Trappan 5 består av två äldre sammanslagna fastigheter som bebyggdes vid olika tidpunkter med ungefär 100 år mellanrum. Den nordvästra delen med adressen Bastugatan 7 uppfördes 1761 som stenhus omedelbart efter Mariabranden 1759 och representerar idag dåtidens småskaliga byggande för enklare bostadsförhållanden och med sparsamma interiörer. 1773 förlängdes huset med tre fönsteraxlar åt väster, då var ägaren tygvävargesällen Maurits Ströman. Under den första halvan av 1800-talet ägdes fastigheten av kryddkramhandlaren Anders Thorell. Thorell bodde inte själv i huset utan hyrde ut till 15 personer. Efter Thorell vandrade fastigheten genom många händer innan den förvärvades av Stockholms stad 1915.
Byggnaderna i kvarterets sydöstra del med adresserna Bastugatan 5 / Maria trappgränd 4 / Tavastgatan 2 tillkom på 1870-talet och är ett typiskt exempel på arkitekturstilen i nyrenässans som rådde vid den tiden. Byggherren var ingenjören S. Sahlberg som samtidigt ägde ytterligare minst två fastigheter vid Bastugatan. Hörnhuset Bastugatan / Maria trappgränd uppfördes som ett bostadshus i fyra våningar med lägenheter för uthyrning i de övre och med verksamhetslokaler i de nedre våningsplanen. Standarden var högre än i det äldre grannhuset från 1760-talet. Det fanns kök med järnspis, väggskåp och hyllor och rummen hade fönsterpaneler, innanfönster, tapeter och garderober. Av hyresgästernas titlar som urfabrikör, handlande, boktryckare, lektor och litteratör framgår att huset beboddes av den övre medelklassen. År 1897 ägdes byggnaden av revisorn Albin Thimgren och därefter av hans hustru Johanna Thimgren. År 1906 genomfördes en ombyggnad med Dorph & Höög som arkitekt. 1948 förvärvades fastigheten av staden.